# Mesnevija
Mesnevija  (perz.: مثنوی معنوی) je poema perzijskog pjesnika Dželaludina Rumija. Sastoji se od šest svezaka (džiltova), s najviše 25.000 stihova. Za nju se kaže da je srž Kurana, jer tumači više ajeta i daje odgovore na mnoga teška pitanja iz akaida i islamske filozofije. Sadrži poučne priče iz života, sa slikovitim izlaganjem, popraćenim poukama i vjerskim savjetima. Neiscrpan je izvor mudrosti i predmet mnogobrojnih studija, a prema mnogima jedno od najpoznatijih i najuticajnijih djela sufizma. Duhovni je tekst koji derviše uči kako postići svoj cilj da budu zaista zaljubljeni u Boga.
Mesnevihân (perz.: مثنوی خوان) je naziv za naslov stručnog tumača "Mesnevije".

## Vanjske poveznice
- Mesnevi ve Mevlânâ Hakkında Yapılmış Doktora ve Yüksek Lisans Çalışmaları  Arhivirana inačica izvorne stranice od 29. rujna 2007. (Wayback Machine)